# Барабан (архитектура)

Барабан (схематическое изображение)

Бараба́н — цилиндрическая или многогранная часть здания, которая служит основанием для купола. Нижняя часть барабана опирается на стены или подпружные арки, укрепляющие или поддерживающие своды. Обычно барабан венчает здание не ротондальной, а прямоугольной формы, а для перехода от квадратного в плане основания к круглому в сечении барабану используются либо особые треугольные своды — паруса, либо тромпы, то есть нишеобразные сводчатые конструкции по углам квадратного основания.
Барабан, как правило, прорезан вытянутыми окнами, а снаружи может быть оформлен аркатурным или аркатурно-колончатым поясом и другим архитектурным декором. Барабан часто употребляется в архитектуре купольных христианских церквей, в особенности, православных.
Барабан бывает двух видов:
- световой — прорезанный окнами, как правило, прямоугольной или арко-подобной формы, простенки между которыми часто внешне оснащались пилястрами, колонками, резьбой, лепными украшениями, а в средине — фресками.
- глухой (слепой) — сравнительно узкий, без прорезей. Часто такой барабан под куполом называют шеей[источник не указан 3332 дня].

Барабанами также называются те монолиты цилиндрической формы, из которых иногда составляются стержни колонн.
В древнерусской традиции барабан назывался «шея».

## Галерея

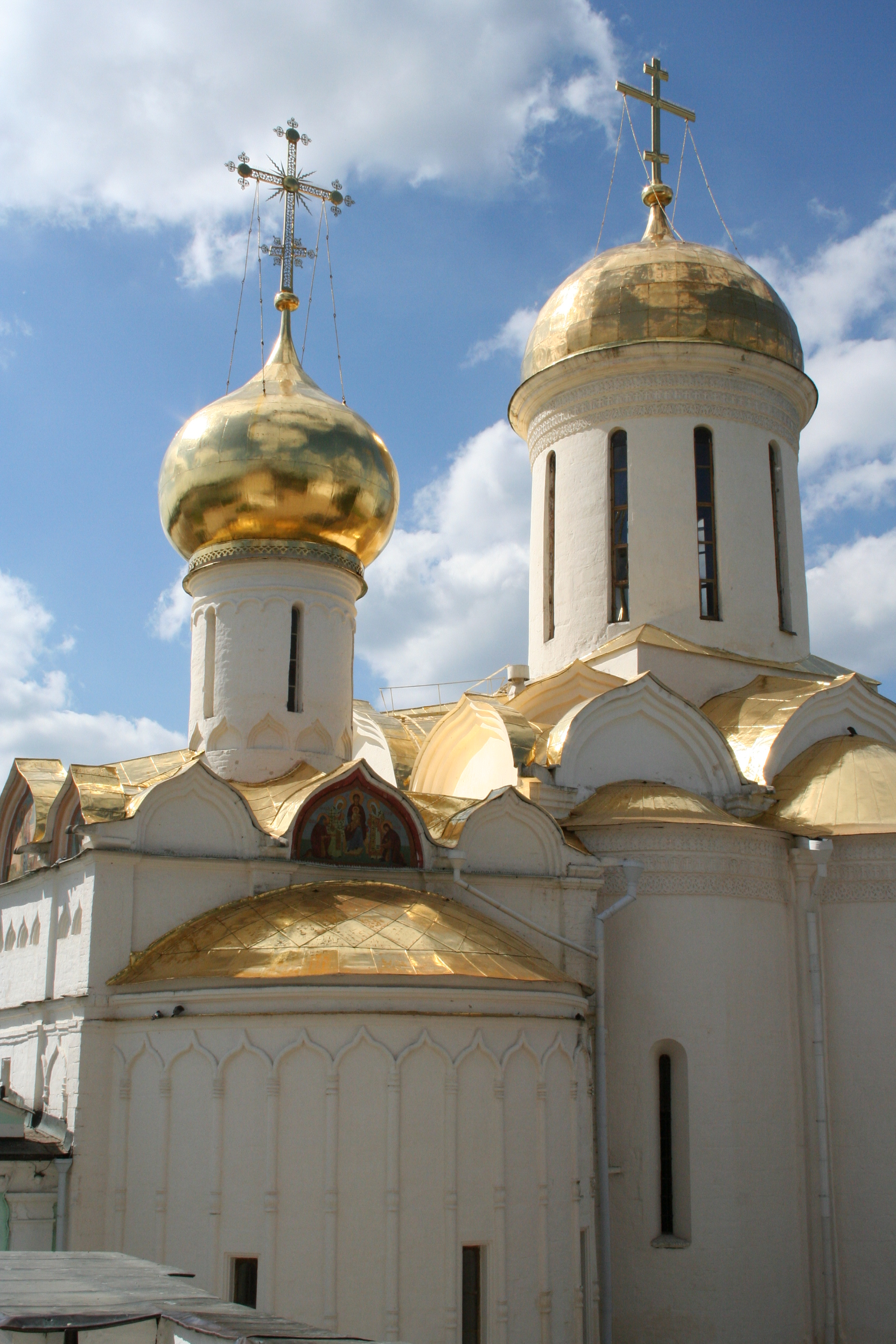
Древнерусские храмы с цилиндрическими барабанами (Троицкий собор Троице-Сергиевой Лавры)
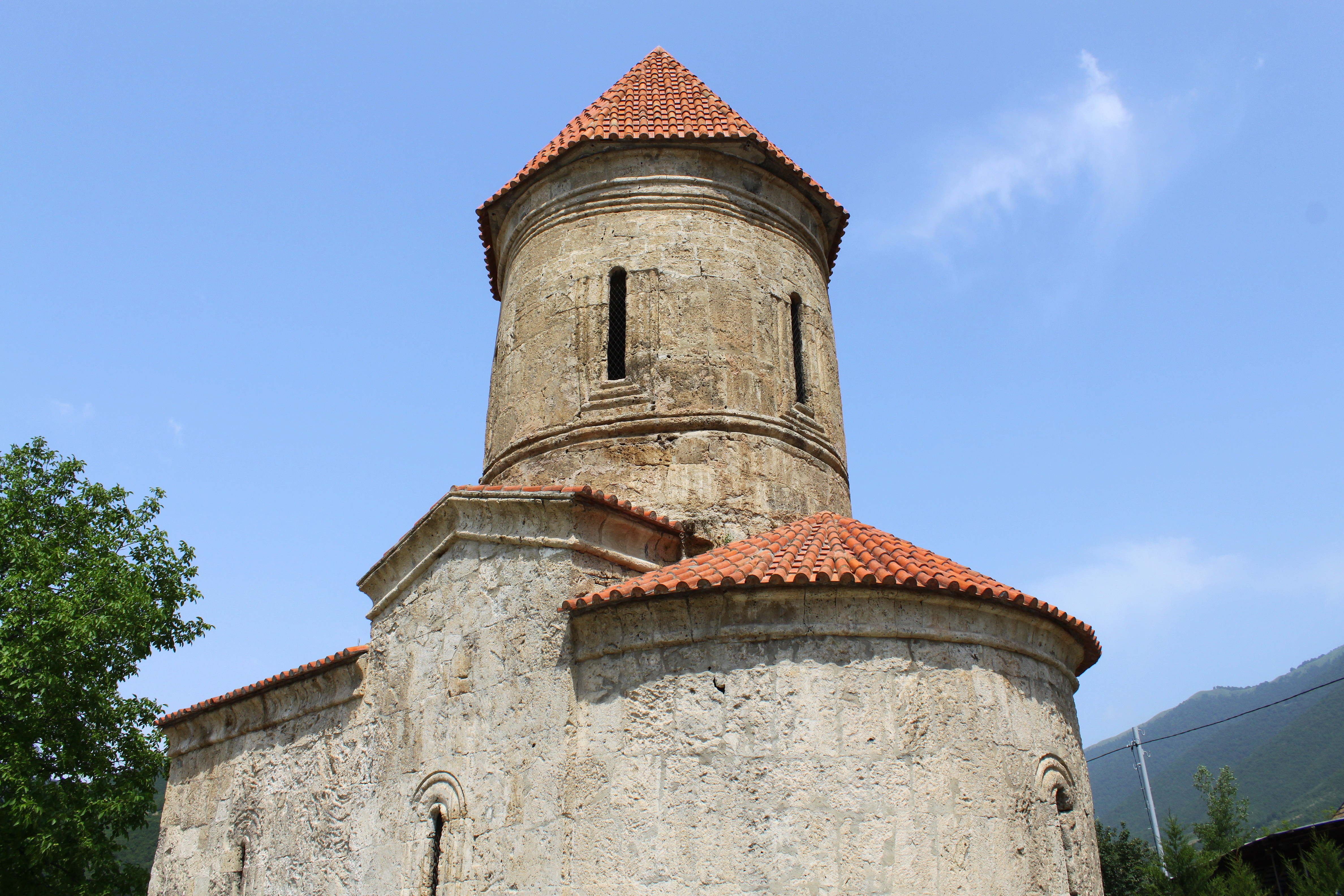
Церковь в селе Киш. Азербайджан.
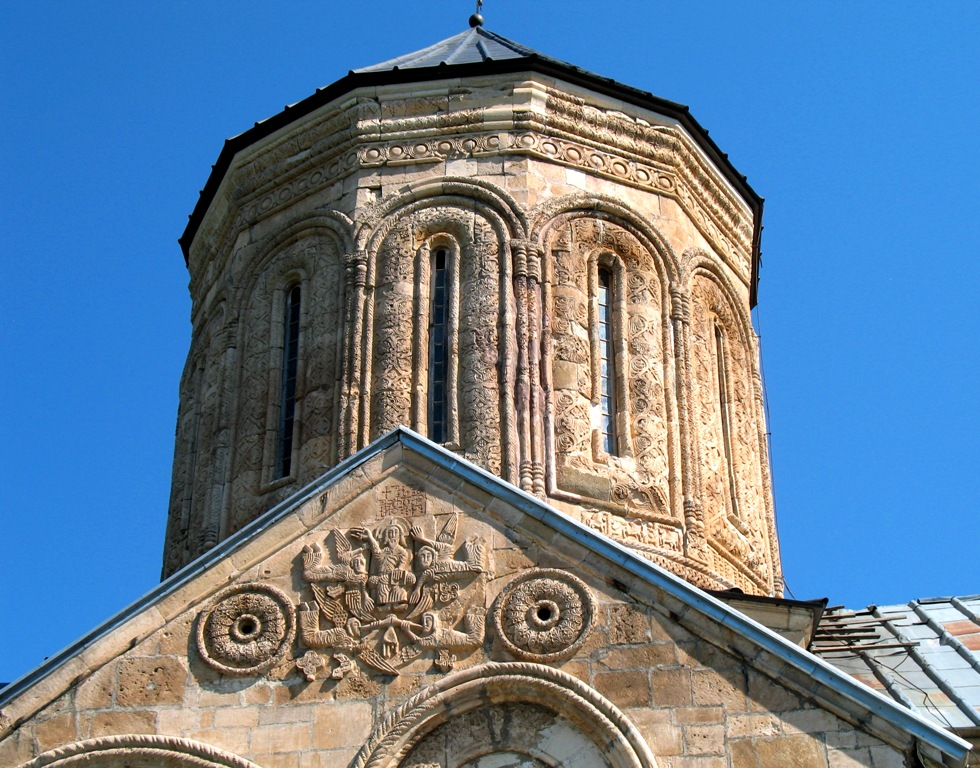
Собор Никорцминда. Грузия. Барабан купола.
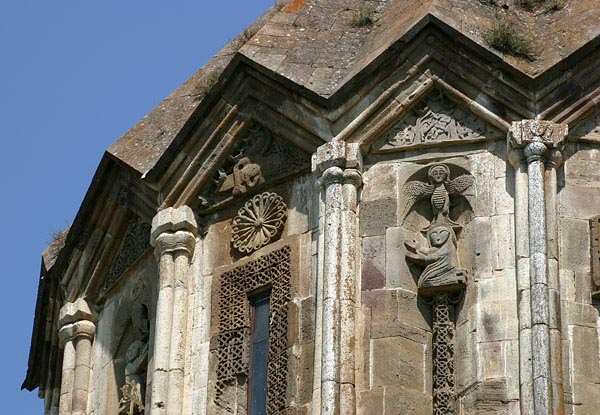
Храм Гандзасар. Нагорный Карабах
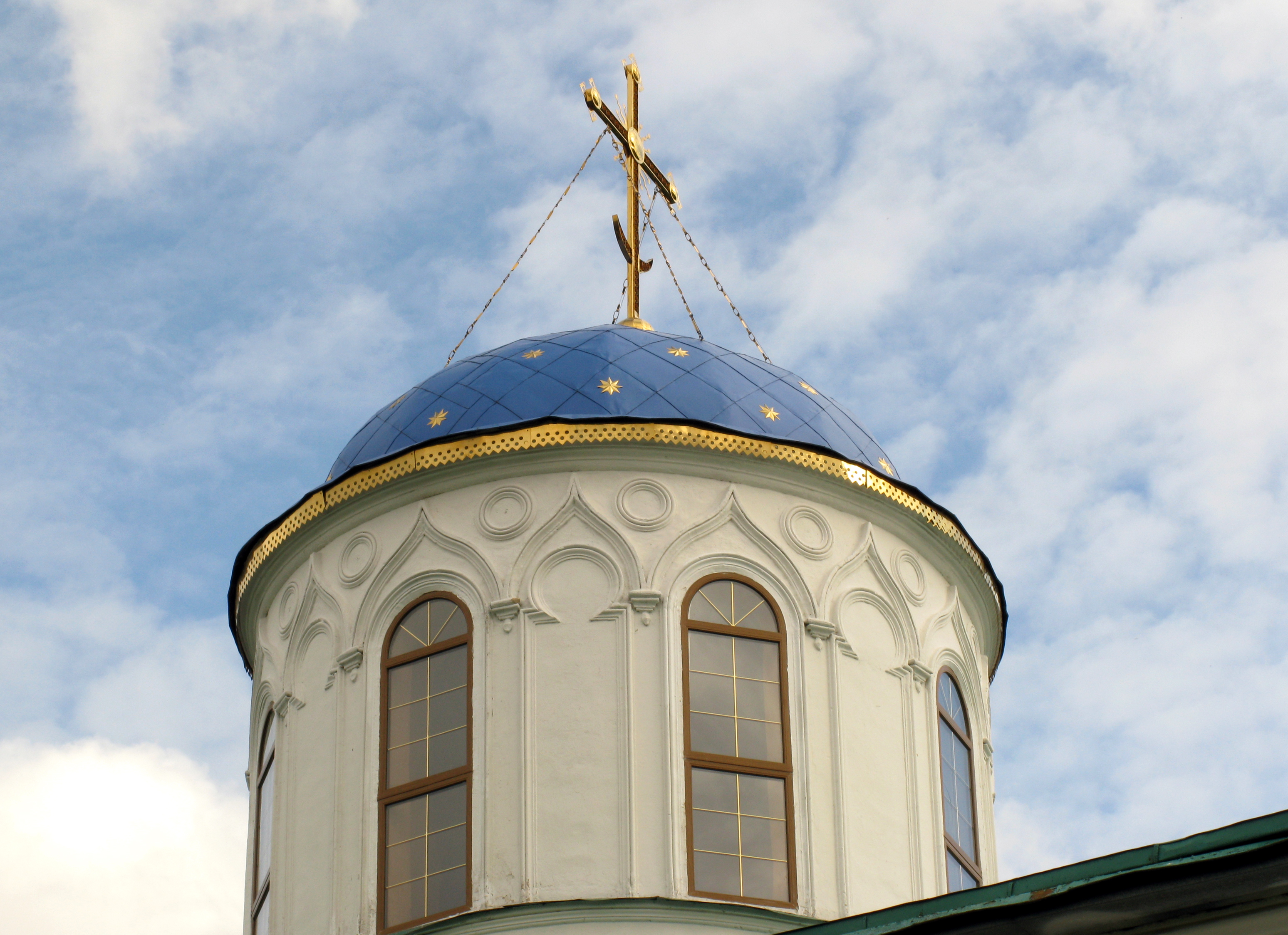
Храм Рождества Пресвятой Богородицы (Волоколамск)